# Monogenetische cyclus
Een monogenetische cyclus (zelden ook monofasische cyclus genoemd) is een levenscyclus zonder generatiewisseling met slechts groei en ontwikkeling in de gametofytfase óf in de sporofytfase. Daartegenover staan de digenetische cyclus met een afwisseling van twee generaties en de trigenetische cyclus met een afwisseling van drie verschillende generaties.
Bij de monogenetische cyclus ontwikkelt zich uit de zygote de gametofyt die de gameten produceert door meiose. Omdat er maar één generatie is kan er eigenlijk dan ook niet gesproken worden van generatiewisseling.
De monogenetische levenscyclus kent twee belangrijke varianten: dat van de haplonten en dat van de diplonten.

## Haplonten
De haplonten hebben alleen een haploïde generatie. De diploïde zygote kan meiose (reductiedeling) ondergaan, waarna zich een haploïde gametofyt ontwikkelt. Men spreekt dan van zygotische meiose en van een haplofasische cyclus. Bij dit type cyclus komen eenhuizigheid (individuën zijn tweeslachtig) en tweehuizigheid (individuën zijn of mannelijk of vrouwelijk) voor.
Dit type cyclus komt voor bij verschillende algengroepen (Dinophyta, Heterokontophyta, Chlorophyta), slijmzwammen (Acrasiomycota) en schimmels (Chytridiomycota, Zygomycota, Ascomycota en Oomycota).

## Diplonten
De diplonten hebben alleen een diploïde generatie. Het opvallende is hier dus dat de gametofyt diploïde is. De diploïde zygote ontwikkelt zich door gewone celdeling (mitose) tot een eveneens diploïde gametofyt, die de gameten vormt na een reductiedeling (meiose). Men spreekt dan van gametische meiose en van een diplofasische cyclus.
Dit type cyclus komt voor bij verschillende algengroepen (Heterokontophyta, Chlorophyta), en schimmels (Oomycota en Ascomycota).

### Dieren
De levenscyclus van dieren is sterk vergelijkbaar met het hierboven laatstgenoemde geval. Ook bij dieren is er slechts één, diploïde, generatie; de levenscyclus bij dieren is dus monogenetisch.
Slechte de eicel en de zaadcellen zijn haploïde. Deze worden door reductiedeling gevormd in het diploïde organisme in de geslachtsorganen (de testis van het mannelijke, en de eierstok van het vrouwelijke diploïde dier). De bevruchte eicel (zygote) is weer diploïde.

## Schema
| Biologische levenscycli bij meercellige organismen met geslachtelijke voortplanting | Biologische levenscycli bij meercellige organismen met geslachtelijke voortplanting | Biologische levenscycli bij meercellige organismen met geslachtelijke voortplanting | Biologische levenscycli bij meercellige organismen met geslachtelijke voortplanting | Biologische levenscycli bij meercellige organismen met geslachtelijke voortplanting                                                        |
|                                                                                     |                                                                                     | Cytologische kernfasewisseling                                                      | Cytologische kernfasewisseling                                                      | Cytologische kernfasewisseling |
| Type organisme →                                                                    | Type organisme →                                                                    | Haplont                                                                             | Diplont                                                                             | Diplohaplont = Haplodiplont |
| ----------------------------------------------------------------------------------- | ----------------------------------------------------------------------------------- | ----------------------------------------------------------------------------------- | ----------------------------------------------------------------------------------- | --- |
| Kernfase; Kernfasewisseling →                                                       | Kernfase; Kernfasewisseling →                                                       | Haplofase; Haplofasisch                                                             | Diplofase; Diplofasisch                                                             | Afwisseling haplofase ↔ diplofase; Diplohaplofasisch = Heterofasisch                                                                       |
| Meiose moment →                                                                     | Meiose moment →                                                                     | Zygotisch                                                                           | Gametisch                                                                           | Sporisch = Intermediair |
| Morfo- logische generatie- wisseling                                                | Monogenetisch: (monofasisch)                                                        | Monogenetische haplont                                                              | Monogenetische diplont                                                              | |
| Morfo- logische generatie- wisseling                                                | Digenetisch: (difasisch)                                                            |                                                                                     | Digenetische diplont                                                                | Digenetische diplohaplonten \| Isomorf, isospoor \| ↓ Heteromorf ↓ \| ↓ Heteromorf ↓ \| \| Isomorf, isospoor \| isospoor \| heterospoor \| |
| Morfo- logische generatie- wisseling                                                | Trigenetisch: (trifasisch)                                                          |                                                                                     |                                                                                     | Trigenetische diplohaplont |
| Isomorf, isospoor                                                                   | ↓ Heteromorf ↓                                                                      | ↓ Heteromorf ↓                                                                      |                                                                                     | |
| Isomorf, isospoor                                                                   | isospoor                                                                            | heterospoor                                                                         |                                                                                     | |